# 深圳工业站
深圳工业站是中国广东省深圳市一座已停用的专用铁路货运站，占地面积约3.3万平方米，南北长约1.1公里。位于罗湖区清水河街道。该站连接清水河仓库区及笋岗站（原深圳北站），因承担中国内地输港物资的“三趟快车”中转作业而闻名。

## 历史
1962年，中国大陆发出首趟供应港澳地区鲜活商品的直达列车，由湖北的江岸站至深圳北站（现笋岗站），随后又增开两趟定期由郑州和上海始发的列车。后将此类供港货物列车统称为“三趟快车”。1980年代，供港货物运输达到高峰。
深圳工业站筹建于1984年，1986年开通运营。货运列车经深圳北站解编后运抵本站，再将货物中转至各仓库。除“三趟快车”外，在深圳特区建设初期，部分供应深圳的建材、能源、食品等生活物资亦通过此站中转。
随着高速公路网络完善、中港口岸通关日渐便利，供港物资出口逐渐转用成本更低的公路运输进行。2010年6月16日，随着最后一列由郑州开出的82755次供港专列完成任务，工业站正式停用。

## 现状
工业站停用后长期闲置。2017年，深港城市\建筑双城双年展罗湖分展场在深圳工业站开幕，工业站借此机会进行了改建。2023年12月28日，由深圳工业站及临近仓库改造的深港文化创艺街项目正式开放，同时在此处新建了三趟快车博物馆站台设施保留完整，有东风2207号和东风5型1134号展示。

## 交通
- 地铁：深圳地铁草埔站D3出入口。
- 公交：草埔地铁站（71路、201路、M224路、M414路）

| 草埔站 | 草埔站                 | 草埔站 | 草埔站                 | 草埔站         |
| 编号   | 路线                   | 路线   | 路线                   | 备注           |
| ------ | ---------------------- | ------ | ---------------------- | -------------- |
| 71     | 东海城市广场公交首末站 | ⇆      | 公交大厦总站           |                |
| 201    | 南头总站               | ⇆      | 上梅林公交总站         | 合并原 240     |
| M224   | 秀峰公交总站           | ⇆      | 购物公园地铁公交接驳站 |                |
| M414   | 阳光花园总站           | ⇆      | 上雪科技园公交首末站   | 原 310–315东段 |